# El Coronil
El Coronil è un comune spagnolo di 5 076 abitanti situato nella comunità autonoma dell'Andalusia.

## Geografia fisica
Il comune è attraversato dal fiume Guadalete.